# ジェリド・メサ
ジェリド・メサ (Jerid Messa) は、アニメ『機動戦士Ζガンダム』に登場する架空の人物。
担当声優は井上和彦。

## キャラクター概要
地球連邦軍の精鋭部隊ティターンズに所属するモビルスーツパイロット。親友のカクリコン・カクーラー、エマ・シーンとは同期で、彼らと同じく階級は中尉である。物語当初の年齢は24歳。些細なことからエゥーゴのエースパイロットであるカミーユ・ビダンとは因縁浅からぬ関係となり、幾度となく対峙した。時にはカミーユを窮地に追い込むこともあったが、いつも邪魔が入るなどして敗退した。カミーユの存在を自身にとっての「壁」と捉え、その打倒に固執しすぎたあまりその人生は大きく狂ってしまった。
生い立ちや経歴については、作中では詳しく言及されていない。ゲームブック『機動戦士Ζガンダム ジェリド出撃命令』などでは、宇宙世紀0063年にアメリカ南部の軍人家庭に生まれ、0086年8月、士官学校入学時の適性テストで好成績を修めたことでティターンズに指名、その後の半年に及ぶ訓練の結果、ガンダムMk-IIのパイロット候補に抜擢された、とされている。

## 性格・人物
元々プライドが高い上に、ティターンズのエリート・反スペースノイド教育の影響をまともに受けているようで、地球連邦軍兵士や一部民間人に傲慢な態度をとって幾度か顰蹙を買っている。そこを除けば仲間想いで友情に厚く、カミーユの母ヒルダ・ビダン殺害やG3散布（未遂）のような残虐な作戦に参加したことに罪悪感を抱き、カミーユをいざ生け捕ると殺害を躊躇し、部下を失ったことに責任を感じるなどの描写もある。それは素直さ、実直さといった美点とも相通ずるものであり、ティターンズの暴走気味なエリート意識に批判的なライラ・ミラ・ライラやマウアー・ファラオといった女性にも、教え導いてやりたい相手として好意を示されることになった。軽率で子供じみた行動が、シロッコに言わせれば「小僧」に過ぎないとする周囲の蔑視を生んでいるのは事実ではあるが、悪党を演じる図太さは持ち合わせなかった。
ただ因縁が当初からあったカミーユに対しては、ヒルダ殺害など自分に非があっても素直に詫びる気持ちはどうしても表せず、終始挑発的な態度をとらずにいられなかった。逆にカミーユはジェリドを許すと言い、あしらわれたことに気付き逆上するがエマからは「あなたの負けよ（カミーユの方が大人だという意味）」と釘を刺された。25話でカミーユを生け捕ったときも、土地鑑もない占領直後の敵地で、自分だけでカミーユを監禁しようとしたため、敵味方双方から困惑されたあげく、別のエゥーゴメンバーに不意を討たれてカミーユを助け出されている。もっとも、小説版では空手技を学んだカミーユの一撃を食らい顎を砕かれながらも、蹴り返す際に加減を加えるなどある程度の良識を見せていた。しかし、尊敬し愛してすらいた仲間たちを次々と奪ったカミーユへの憎悪のあまり、彼への復讐に凝り固まった荒んだ青年に成り下がってゆく。
若いゆえに野心家の一面も持っており、最終的にはティターンズを掌握したいという野望を露にしている。ただシロッコ側に寝返ったヤザンなどとは違いティターンズに対する帰属意識は強く、最後までその一員として戦った。

## 劇中での活躍
宇宙に上がってきた同僚たちをグリーン・ノア1の宇宙港で出迎えていたジェリドは、通りかかった少年カミーユの名を聞いて女の名前かと思って小馬鹿にしたような言葉を呟き、これに激怒したカミーユに殴りかかられる。この騒動の後、Mk-IIの飛行訓練を行っていたジェリドは誤ってカミーユの拘束されているビルに墜落してしまう。墜落事故による混乱の中、侵入したエゥーゴとカミーユにMk-IIを奪われた。その後、ジェリドはカミーユのいるアーガマの追撃に参加、バスク・オムの策略でカミーユの母を殺害するも、ライラやカクリコンといった戦友をカミーユのために失うことになった。
地球に降りたジェリドは自爆寸前のジャブローでマウアー・ファラオと出会い、彼女の助けもありジャブローを脱出する。その後、共にガブスレイでコンビを組みカミーユを苦戦させ、後にガディ・キンゼーの指揮するアレキサンドリアに移動。毒ガス作戦などにも参加したが、廃コロニーにおけるアーガマとの戦闘でマウアーがジェリドの盾となって戦死してしまう。ジェリドはアーガマに特攻を仕掛けるが、奮戦も空しく阻止される。
この戦いで負傷したジェリドは治療のためキリマンジャロに降りるが、そこでカミーユとフォウ・ムラサメを目撃し、バイアランを半ば奪うような形で出撃、カミーユのΖガンダムをかばったフォウのサイコガンダムを撃墜した。その後、メロゥドの指揮を任されてダカールを襲撃するエゥーゴとカラバを追撃するが、割って入ったダカール防衛隊と交戦・撃墜したうえに議事堂に流れ弾を当ててしまい、ティターンズの非道として敵のプロパガンダ放送に利用される羽目になった（テレビ版のみ）。
宇宙に再び上がってからはジャミトフ・ハイマンの護衛役に抜擢されてハマーン・カーンとの会見場などに同席する。また、この時期にはアーガマのリック・ディアス隊を率いるアポリー・ベイ中尉を撃墜する功を立てているが、その後は一時退場する。
最終決戦時には、ロザミア・バダムのNT専用モビルアーマーバウンド・ドックを与えられ再登場。その機体を駆って、隙を見せたカミーユのΖガンダムに組み付つくが、Ζガンダムの射撃を受けた反動で機体のコントロールを失い、近くにいたラーディッシュの爆発に巻き込まれて戦死した。
小説版では、最終決戦時にはバスク・オムのニュータイプ部隊に編入されており、Ζガンダムのビームライフルをコクピットに直撃されて戦死している。

## パイロットとして
ジェリドの搭乗モビルスーツ機種数は7機種（劇場版では6機種）に及び、一作品中の操縦機種数としては『機動戦士Vガンダム』のクロノクル・アシャーの7機種と並んで、2019年現在ガンダムシリーズ最多である。数少ないモビルアーマー撃墜エースでもあるが、撃墜したモビルアーマー2機（サイコガンダム、アッシマー）は敵に寝返ったり、ダカール戦での休戦中機など自軍の機体だった。何度撃墜されても生き延びたためデータ収集役に最適であり、ティターンズ上層部からはテストパイロット扱いされたのではないかという説もある。
エースパイロットとしての素質はあり、36話では初めて乗ったバイアランでカミーユのZガンダムと互角に戦うなど、MSパイロットとしての優れた技量・適性を見せる場面は多い。
さらにヒルダの殺害時の反応、アポロ作戦でのシロッコに対する感覚、ゼダンの門の方向にいるゼータの気配を感じ取るなど、作中ニュータイプの可能性を示唆する描写もある。また「オールドタイプは失せろ!」といった、自分のニュータイプ性を確信したような台詞もある（このセリフ自体は既に型落ち機であるジムIIに当てられたものである可能性もあるが）。他にもニュータイプ専用機バウンド・ドックが最後の搭乗機であり、小説版ではその際ニュータイプ部隊に編入されている。東京お台場のテーマパーク「ガンダムフロント東京」のニュータイプの人物を展示するコーナーではジェリドも展示されている。ただし本人は撃墜王としての名誉などは望んでいなかったらしく、カミーユとの決戦においては「お前ほど人を殺しちゃいない」「戦いに駆り立てたのは貴様（カミーユ）だ」といった、彼を責めるような趣旨の言葉を残して絶命している。
なお、ジェリド自身はパーソナルカラーとなる機体色を持ってはいないが、エンブレムとして左右非対称な赤い星のマークを有していた。
劇場版では多くのキャラクターに多少の人格変更がなされたが、ジェリドにもそれが認められる。テレビ版では組織から「即戦力」というお墨付きはもらっており、ティターンズとして相応の実力を持っていたが、劇場版では、この即戦力と認められていることを示すセリフがなくなり、「Mk-IIを使えるようにしておけ」という指示のセリフに差し替えられている。さらに「ドジばっかりやるんなら、ジェリド中尉は除隊だな」などとティターンズの同僚から陰口を言われるような立場にあった。全体として劇場版は、主人公カミーユが理想のニュータイプとして美化されているのと対照的に、ジェリドは人間としての至らなさ、不甲斐なさがより強調される形となっている。

## 制作背景
元々の監督の富野が用意したプロットにおいて、ジェリドは第30話で死ぬ予定であったが、スタッフ内のジェリドファンが「最後まで生かしておくべき」と主張したため、代わりにマウアーを死なせたとのこと。また、その際に大ケガをしたジェリドが、サイボーグ化して再登場するといった案もあったが、それもスタッフ内のジェリドファンの反対によって却下された。

## ゲームでの登場
『スーパーロボット大戦F』では、選択ルートによって最終話でジ・Oに乗って現れ、ストーリー上重要な役割を果たすこととなる。
ニンテンドーDS用『SDガンダム GGENERATION DS』のアナザールートでは、ムルタ・アズラエルの非道な行動に憤りマウアーとともにアズラエルに反旗を翻している。この際、同部隊に所属していたシーマ・ガラハウは当初エリート出の坊ちゃんと評していたジェリドの行動を評価している。また、このルートでは微弱ながらニュータイプ能力者として設定されており、さらにエンディングでは本編で成し得なかったカミーユとの和解を果たしている。
PlayStation 2用『機動戦士ガンダム ガンダムvs.Ζガンダム』の「宇宙世紀モード」においてはシロッコを差し置いて、ティターンズ側のメインシナリオキャラクターである。
ガンダム無双オリジナルモードでは、新機動戦記ガンダムWの主人公・ヒイロ・ユイと東方不敗マスター・アジアとチームを組み、カミーユを越えるため、彼らがもつ強さを得るために腕を磨いていく。
『スーパーロボット大戦V』ではGハウンドの一員として登場し、バイアラン・カスタムに乗る。いつも通りカミーユ打倒に執着するが、ヤザンとセットで地球艦隊・天駆に加入し、カミーユとの和解を果たすこととなった。

## 補足
- 第4話において「汚名挽回」という誤用とされることもあるセリフを発するシーンがある。翌週以降のジェリドのセリフには「名誉挽回」が多く登場した。なお、劇場版や漫画『機動戦士Ζガンダム Define』では「汚名返上」に変更されている。
- 『機動戦士Ζガンダム Define』ではカミーユとの確執の発端は、TV版や劇場版のような名前を馬鹿にしたのではなく、ブライト・ノアにサインを貰おうとした時に、偶然その場にティターンズの面々が鉢合わせており、ジェリドがカミーユから色紙を取り上げ、ブライトは定期便の艦長だからサインを貰ってもパッとしないので、代わりにティターンズの自分がサインをしてやると茶々を入れた事が原因で、カミーユが激怒し殴りかかったという理由に変更されており、少々お調子者なキャラクターとして描写されている。
- テレビ版におけるジェリドの断末魔は、爆発によりかき消され途切れているが、「（カミーユ、貴様は俺の）全てを奪った」と続くはずだったと監督の富野由悠季は語っている（DVD最終巻同梱の資料集に記載）なお、劇場版では叫び声をあげるのみである。
- ゲームブック『機動戦士Ζガンダム ジェリド出撃命令』では、ティターンズ訓練生時代にアラスカを舞台に武装蜂起したジオン残党と戦う様子が描かれている。
- 雑誌「ガンダムエース」で掲載された赤津豊の読み切り漫画『クロスディゾルブ side：ジェリド』では、同じ部隊だったティターンズ時代のエマに好意を寄せていたシーンが描かれている。

## 搭乗機体
- RX-178 ガンダムMk-II
- RMS-106 ハイザック （漫画『機動戦士Ζガンダム Define』では両肩スパイクアーマーの専用機）
- RMS-117 ガルバルディβ（テレビ版）
- RMS-108 マラサイ
- RX-110 ガブスレイ
- RX-160 バイアラン
- NRX-055-2 バウンド・ドック

## 搭乗艦
- アレキサンドリア
- ドゴス・ギア
- メロゥド(テレビ版)
- ロンバルディア(テレビ版)

## 主な関連人物
- カクリコン・カクーラー
- ライラ・ミラ・ライラ
- マウアー・ファラオ
- カミーユ・ビダン

## 評価
『愛と戦いのロボット 完全保存版』で発表されたアンケート「みんなで選ぶロボットアニメーションベスト100」では、「一番極悪な悪役・敵役は？」で第70位、「一番美しい悪役・敵役は？」で第50位にランクインした。